# 巫俊锋
巫俊锋（英語：Boo Junfeng, 1983年12月4日—）是一位新加坡华人电影导演。.

## 生平
1983年出生于新加坡，2003年毕业于义安理工学院，之后毕业于拉萨尔艺术学院。2010年导演处女作《沙城》，2015年导演电影《七封信》，2016年导演电影《徒刑》。2023年擔任第60屆金馬獎複選及決選評審委員。